# نظام ملفات مساحة المستخدم لينكس (لوفس)
نظام ملفات مساحة المستخدم لينكس (لوفس) (بالإنجليزية: Linux Userland Filesystem (LUFS))‏  هو نظام ملفات على لينكس ، وهو مشابه لنظام فيوز من حيث أن برنامج تشغيل نظام الملفات يوفر جسرًا من وضع النواة إلى وضع المستخدم. مع لوفس من الممكن، من بين أمور أخرى، ربط المساراة المتواجدة عن بعد عبر بروتوكول النقل الآمن أو بروتوكول نقل الملفاتأو جنوتيلا. كما هو الحال مع FUSE، يمكن تطوير نظام ملفات LUFS بجهد ضئيل بالمقارنة بالتطبيقات العادية. مع ظهور FUSE في نواة لينكس، فقد LUFS أهميته ولم يعد قيد التطوير. يمكن استخدام أنظمة الملفات المطورة باستخدام LUFS على FUSE مع طبقة مترجم تسمى lufis.

## روابط خارجية
- نظام ملفات Linux Userland على Sourceforge (الإنجليزية)